# اعدام راحله زمانی
راحله زمانی زنی اهل ایران بود که به جرم کشتن همسرش در ۱۲ دی ۱۳۸۶ اعدام شد. روند دادگاه، حکم، ماهیت جرم و شخصیت زمانی مورد توجه فعالان حقوق بشر، حقوق زنان، رسانه‌ها قرار گرفت.

## شرح
زمانی اهل روستای ایدلی در استان اردبیل بود، پدرش به او اجازه تحصیل نداده بود و زبان فارسی نمی‌دانست. زمانی در ۱۴ سالگی به اجبار با یکی از همسایگانش ازدواج می‌کند و چند سال بعد از ازدواج و داشتن دو فرزند به تهران مهاجرت می‌کند. زمانی به دنبال گزارش برادرشوهرش به پلیس مبنی بر مفقود شدن برادرش و در پی پیدا شدن جسد او در منزل مسکونی‌شان در فروردین ۱۳۸۴ دستگیر و در دادسرای عمومی اسلامشهر مورد بازجویی قرار گرفت. از تاریخ و نحوه دستگیری وی اطلاع دقیقی در دست نیست. زمانی سه سال محکومیتش را در زندان اوین سپری کرد. او چهار بار در طول این مدت درخواست داد تا با فرزندانش دیدار داشته باشد اما هیچ‌گاه موفق نشد. پس از بازداشت، سرپرستی یکی فرزندانش را عمه و دیگری را عمویشان بر عهده گرفتند.
زمانی در دادگاه انگیزه خود از کشتن همسرش را ناموسی توصیف کرد و رابطهٔ او با زنی دیگر را علت آن دانست. دادگاه او را به اعدام محکوم می‌کند. پس از آنان فعالان حقوق بشر، حقوق زنان و دیگر شخصیت‌ها برای جلوگیری از اعدام وی کوشش کردند که ابتدا حکم اعدام او به تعویق افتاد ولی نهایتاً تلاش‌ها بی فایده بود و او در ۱۲ دی ماه ۱۳۸۶ اعدام شد.

## واکنش‌ها
صدور و اجرای حکم اعدام زمانی واکنش‌هایی از سوی فعالان حقوق‌بشر، نهادهای داخلی و بین‌المللی به همراه داشت. علّت این مخالفت‌ها، عدم تسلط متهم به زبان فارسی و بیسوادیش برای دفاع از خود، عدم دسترسی به مترجم و دسترسی دیرهنگام به وکیل بود. از جمله عفو بین‌الملل (۲۵ و ۲۸ آذر و ۱۸ دی ۱۳۸۶)، فدراسیون جهانی جامعه‌های حقوق بشر، کمیته مادران صلح، و شیرین عبادی با صدور اطلاعیه‌هایی به حکم صادره اعتراض کرده و خواستار لغو آن شدند. جمعی از افراد سرشناس و استادان دانشگاه در شهر سراب نیز در نامه‌ای خواستار توقف اجرای حکم شدند. در واکنش به اجرای حکم زمانی، ریموند جانسون، معاون وزیر امور خارجه نروژ ضمن اعتراض رسمی به دولت ایران، گفت: «این که این دو کودک باید بدون پدر و مادر بزرگ شوند، بسیار دهشتناک است. ما با سفیر ایران [در نروژ] تماس گرفتیم و به این عمل وحشیانه اعتراض کردیم.» سخنگوی وزارت امور خارجه ایران این اظهارات معاون وزیر خارجه نروژ را مداخله جویانه خواند.